# آکیهیکو تاکشیگه
آکیهیکو تاکشیگه (انگلیسی: Akihiko Takeshige؛ زادهٔ ۲۱ اوت ۱۹۸۷) بازیکن فوتبال اهل ژاپن است.
از باشگاه‌هایی که در آن بازی کرده‌است می‌توان به باشگاه فوتبال آلبیرکس نیگاتا، باشگاه فوتبال جوبیلو ایواتا، و باشگاه ورزشی توچیگی اشاره کرد.